# Deklaracija o pravima čovjeka i građanina
Deklaracija prava čovjeka i građanina (francuski: La Déclaration des droits de l'Homme et du citoyen), je jedan od osnovnih dokumenata Francuske revolucije, koji određuje pojedinačna prava (i kolektivna prava naroda prema državi). Donosen je od strane Ustavotvorne skupštine (Assemblée Nationale Constituante) 26. kolovoza 1789., a prihvaćen dan kasnije, kao prvi korak ka donošenju ustava.
Principi uspostavljeni u Deklaraciji su ustavne vrijednosti i mogu se koristiti za pobijanje zakonskih propisa i vladinih aktivnosti.
Slično američkoj Deklaraciji neovisnosti, teži biti univerzalnog karaktera. Ona ne daje samo niz osnovnih prava francuskim građanima već ih i pripisuje svim ljudima bez izuzetka:
Član 1: Ljudi se rađaju i žive slobodno i jednaki su u pravima. Društvene razlike mogu postojati samo kao opće vrijednosti.

## Usvajanje Deklaracije
U vrijeme kada je načinjen nacrt Deklaracije markiza de la Fayea i kada je usvojena od strane Ustavotvorne skupštine, smatrala se načinom prelaska s apsolutne na ustavnu monarhiju. Mnogi principi složeni u Deklaraciji su bili neposredno suprotstavljeni institucijama i praksi režima prerevolucionarne Francuske. Konačno, Francuska je postala republika, ali je ovaj dokument ostao osnovni.
Principi deklaracije se zasnivaju na načelima prosvjetiteljstva kao što su individualizam, društveni ugovor Jeana Jacquesa Rousseaua, načelo podjele vlasti baruna Montesquieua. Također se zasniva na američkoj Deklaraciji o nezavisnosti i Deklaraciji prava Virginije, koji pak počivaju na engleskom Zakonu o pravima od 1689. godine.

## Sadržaj Deklaracije
Sadržaj predstavlja jezgru manje-više korjenitog prestrojavanja društva. Punih šest tjedana nakon pada Bastille i skoro tri tjedna poslije ukidanja feudalizma, Deklaracija je postavila doktrinu narodnog suvereniteta i jednakih mogućnosti:
Član 3: Načela svakog suvereniteta nalaze se jedino u Narodu. Nitko, nijedna osoba ne može vršiti autoritet koji ne proističe iz Naroda.
Ovo je u suprotnosti s prerevolucionarnim vremenom, u kojem se politička doktrina monarhije temeljila na božanskom pravu kralja.
Iz Člana 6: Svi građani, su jednaki u očima zakona, imaju isti pristup javnim položajima, mjestima i službi, u skladu s njihovim mogućnostima, bez obzira na razlike osim u vrlinama i nadarenosti. Opet, ovo je proturječilo predrevolucionarnoj podjeli društva na staleže - svećenićki, plemićki i treći stalež - gdje su prva dva imali posebna prava. Bilo je u suprotnosti s idejom da se ljudi rađaju kao plemići ili u okviru drugih slojeva, te da na osnovu toga uživaju posebna prava.
Svim građanima se garantiraju prava na slobodu, svojinu, sigurnost i na otpor tlačenju. Deklaracija prosuđuje da potreba za pravom počiva na sljedećem: upotreba prava svakog čovjeka se ograničava onda kada su drugi članovi društva onemogućeni da uživaju ista prava. Zato, deklaracija vidi pravo kao izraz opće volje, teži promoviranju jednakosti u pravima i da zabrani sva djelovanja pogubna za društvo.
U deklaraciji se raspravlja o potrebi sigurnosti opće obrane i nekih osnovnih državnih principa oko poreza, osobito oko jednakosti u plaćanju poreza. Također se određuje opće pravo na račun od strane javnih agenata kako ne bi iznevjerili javno mnjenje. Osigurana je ex post facto molba u kaznenom pravu i principi poput pretpostavke nevinosti, slobode govora i tiska, kao i slabašna garancija slobode vjeroispovesti - predviđa se da ispovijedanje vjere neće remetiti javni red uspostavljen zakonom. Izjavljuje se sloboda svojine, dok je javno pravo na opće dobro rezervirano:
Član 17: Svojina je nepovrjedivo i sveto pravo, nitko ne može biti lišen privatne upotrebe, osim kada je to javna potreba zabilježena u zakonu, i pod uvjetom sadašnje i prijašnje odštete.

## Današnji utjecaj
Prema preambuli Ustava Francuske Pete Republike (od 4. listopada 1958.), principi u Deklaraciji imaju ustavnu vrijednost. Mnogi zakoni i propisi su obustavljeni jer nisu bili usaglašeni s Ustavnim vijećem Francuske ili Conseil d'État (Državni savjet).
Mnoga načela iz Deklaracije od 1789. godine imaju dalekosežni sadržaj: Porezni zakoni ili praksa koja pravi neovlaštene razlike među građanima je neustavna. Prijedlozi o pozitvnoj diskriminaciji na etničkim osnovama se odbijaju jer krše odredbu o ravnopravnosti, jer bi uspostavili slojeve stanovništva koji bi po rođenju uživali veća prava. Vlast je zabranila zakonske prepreke na obrazovanje asocijacija (neprofitnih organizacija), jer je sloboda okupljanja osnovno pravo.